# Манускрипт Бакхшали
Манускрипт Бакхшали — древний индийский математический текст, написанный на бересте, который был найден в 1881 году в деревне Бакхшали, округ Мардан (в настоящее время — Пакистан, недалеко от Пешавара). По оценкам ряда экспертов, «самая старая существующая рукопись в индийской математике». Методом радиоуглеродного анализа часть манускрипта была датирована 224—383, а другая часть — 885—893 годами нашей эры в исследовании, которое было подвергнуто серьёзной критике (Плофкер и др., 2017 г. и Houben, 2018, § 3). Манускрипт содержит самое раннее известное в Индии использование символа нуля, написан на санскрите со значительным влиянием местных диалектов.

## Открытие
Манускрипт был обнаружен в 1881 году крестьянином в поле в деревне Бакхшали, недалеко от города Мардана (в настоящее время пакистанская провинция Хайбер-Пахтунхва). Первое исследование манускрипта провёл немецко-британский ориенталист Р. Хёрнле. После смерти Хёрнле манускрипт исследовал Дж. Р. Кэй, который отредактировал текст и опубликовал в виде книги в 1927 году.
Манускрипт состоит из семидесяти берестяных страниц, порядок которых неизвестен, сохранившиеся листы не являются полным текстом. Манускрипт хранится в Бодлианской библиотеке Оксфордского университета (MS. Sansk. D. 14) и ввиду хрупкости недоступен для исследования.

## Характеристики манускрипта

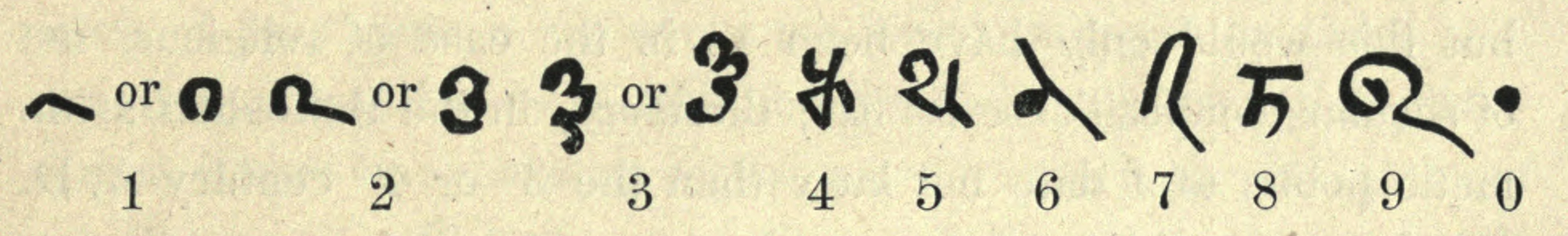
Цифры, используемые в манускрипте Бакхшали, датируются между III и VII веками нашей эры.

Манускрипт представляет собой сборник математических правил и примеров, иллюстрирующих их.
Каждое правило описано как задача, дано её решение и проверка этого решения. Правила сформулированы в стихах, а комментарии — в прозе, сопровождающейся математическими вычислениями.
Тематика манускрипта включает в себя задачи по арифметике, алгебре и геометрии, в том числе на измерения.
Манускрипт написан ранней формой письма шарада, которое использовалось в основном с VIII по XII века на северо-западе Индии, в Кашмире и соседних регионах. Язык рукописи представляет собой санскрит, но в фонетике и морфологии имеется значительное влияние местных диалектов, и некоторые из этих особенностей текста характерны для буддийского гибридного санскрита. Вероятно, что большинство задач и примеров манускрипта были изначально написаны на санскрите, а один из разделов был написан полностью на одном из его диалектов. Возможно, что манускрипт представляет собой сборник фрагментов из разных произведений, написанных на разных языках (диалектах). Хаяси отмечает, что некоторые ошибки в тексте могли быть вызваны ошибками писцов или могут быть орфографическими.
В колофоне одного из разделов манускрипта упоминается, что он был написан брахманом, которого именуют как «сына Чаджаки, царя вычислителей», и предназначен для изучения Хасикой, сыном одного из семи божественных мудрецов — Васиштхи. Этот брахман мог быть как автором комментария, так и автором манускрипта. Рядом с колофоном имеется искажённое слово rtikāvati, которое было интерпретировано как название места Mārtikāvata, упомянутое Варахамихирой как находящееся в северо-западной Индии (наряду с Таксила, Гандхара и т. д.) — места, где мог быть написан манускрипт.

### Математическое содержание
Стиль изложения в манускрипте напоминает стиль комментария Бхаскары I к главе gaṇita (математика) Ариабхатьи, включая акцент на систему доказательств, которая устарела в более поздних работах. Рукопись представляет собой сборник математических правил и задач (в стихах) и прозаических комментариев к этим стихам.
Сначала в тексте идёт описание правила с одним или несколькими примерами, где за каждым примером следует «доказательство» (nyāsa/sthāpanā) в виде расчёта в форме таблиц, затем — пошаговые расчёты и вывод, что данное решение подтверждает правило.
Описываемые в манускрипте математические правила представляют собой алгоритмы и методы для решения различных видов задач, таких как вычисление дробей, квадратных корней, арифметических и геометрических прогрессий, решение систем линейных уравнений, квадратных уравнения и неопределённых уравнений второй степени.
Исследователь Такао Хаяси сравнил текст манускрипта с некоторыми другими текстами на санскрите и пришёл к заключению, что его фрагмент является дословной цитатой из Махабхараты. Хаяси также обнаружил схожие фрагменты в «Рамаяне», «Вайюпуране», «Локапракаше» Кшемендры и т. д. Некоторые из математических правил, упоминаемых в манускрипте, также встречаются в «Ариабхатии» Ариабхаты, «Ариабхатиябхашье» Бхаскары I, «Патиганите» и «Трайрашике» Шридхары, «Ганитасарасамграхе» Махавиры, а также «Лилавати» и «Биджаганите» Бхаскары II. Математические задачи, чрезвычайно схожие с представленными в манускрипте Бакхшали, содержатся также в анонимной рукописи, датируемой позже, чем время жизни Таккара Феру (ок. 1291—1323).

### Написание цифр и знак нуля

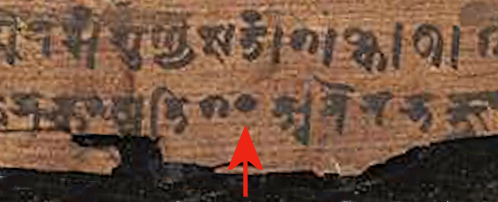
Фрагмент манускрипта со знаком нуля (указан стрелкой)

Важной характеристикой манускрипта является запись чисел с использованием позиционной системы счисления, в которой используется точка в качестве обозначения нуля. Символ нуля стал называться «шунья-бинду» (буквально «точка пустого места»). Ссылки на эту концепцию можно найти в романе-поэме «Васавадата» Субандху, который датирован Мааном Сингхом между 385 и 465 годами.
До датировки создания манускрипта, проведённой радиоуглеродным методом в 2017 году (и впоследствии опровергнутой), самым древним обозначением нуля считалась надпись IX века на стене храма в Гвалиоре, штат Мадхья-Прадеш.